# SL79
SL79 – dwuczłonowy tramwaj produkcji niemiecko-szwedzkiej produkowany w latach 1982–1990 na zamówienie miasta Oslo (Norwegia). Łącznie powstało 40 egzemplarzy. 
SL79 zostały zaprojektowane przez firmę Düwag, produkującą tramwaje od lat 50. XX wieku. Wagony są dwuczłonowe, mają 6 osi, 4 drzwi po prawej stronie pudła. Posiadają 77 miejsc siedzących i 91 stojących. Łączna moc dwóch silników, umieszczonych w pierwszym i ostatnim wózku, wynosi 434 kW. Wózek środkowy jest tocznym wózkiem zbudowanym w systemie Jakobsa, na którym opierają się oba pudła.
Tramwaje SL79 były budowane w dwóch seriach. Pierwsze 25 sztuk zostało dostarczonych w latach 1982-1984, a następne 15 w latach 1989–1990. Pierwsze dziesięć zostało wykonanych przez Duewag, pozostałe przez norweską firmę Strømmens. W Oslo zostały oznaczone numerami bocznymi od 101 do 140. Tramwaje zostały zamówione w 1979 roku w celu zastąpienia tramwajów SM53. SL79 najczęściej są eksploatowane na liniach 11, 12 i 19.

## Nazwa
Nazwy tramwajów jeżdżących w Norwegii są nadawane na miejscu, niezależnie od nazw nadanych przez producentów. Nazwa SL79 jest skrótem od Sporvogn Ledd, co oznacza tramwaj segmentowy, liczba 79 natomiast od roku opracowania projektu.

## Historia
W 1960 roku władze miejskie Oslo zadecydowały o stopniowej likwidacji sieci tramwajowej. Likwidacja miała polegać na zmieszaniu ilostanu taboru poprzez niezamawianie nowych oraz stopniową kasację zużytych wagonów. Jeszcze w 1958 roku w Oslo jeździło 421 wagonów, natomiast w 1974 roku już 163. W 1977 roku polityka tramwajowa miasta uległa zmianie i władze miejskie zdecydowały o rozwoju sieci. W latach 1978–1981 Oslo kupowało używane tramwaje z Göteborga w Szwecji.
W latach 50. Duewag zaczął rozwijać koncepcję wagonów 4-osiowych o dużej kubaturze, tworząc wagony wieloczłonowe, posiadające wózki Jakobsa pomiędzy członami. W latach 1977–78 w Oslo testowano wagon GT8S. W 1979 roku Oslo Sporveier zamówiło w Duewagu 10 wagonów tramwajowych oraz licencję na produkcję jeszcze 15 w zakładach Strømmens. Tramwaje miały być dostarczone do Oslo w 1982 roku. Pierwszy tramwaj został dostarczony koleją 13 kwietnia 1982 i włączony do służby 2 czerwca. Ostatni zbudowany w Niemczech tramwaj rozpoczął służbę 13 września. Oslo stało się trzecim miastem, w którym jeździły tramwaje tyrystorowe.
Pierwszy zbudowany w Norwegii tramwaj SL79 został dostarczony do Oslo 16 lutego 1983 i włączony do służby 9 marca. Ostatni tramwaj z pierwszej serii został włączony do służby 10 stycznia 1984. Początkowo nowe tramwaje miały niewielkie problemy techniczne, związane głównie z instalacją elektryczną.
W latach 1989–1990 została wykonana przez Strømmens druga partia tramwajów. Jeden z nich oznaczony numerem 140 został wypożyczony do Chemnitz w Niemczech, gdzie jeździł od 7 września 1990 do 1 lutego 1991. Natomiast wagon 137 jeździł latem 1995 roku w Sztokholmie. W 2007 tramwaje przeszły w ręce Oslo Vognselskap.
Podczas eksploatacji operator sugerował dodanie niskopodłogowej wstawki pomiędzy człony, co ułatwiłoby dostęp do tramwaju osobom starszym oraz niepełnosprawnym, producent nie dokonał jednak zmian w konstrukcji.

## Eksploatacja

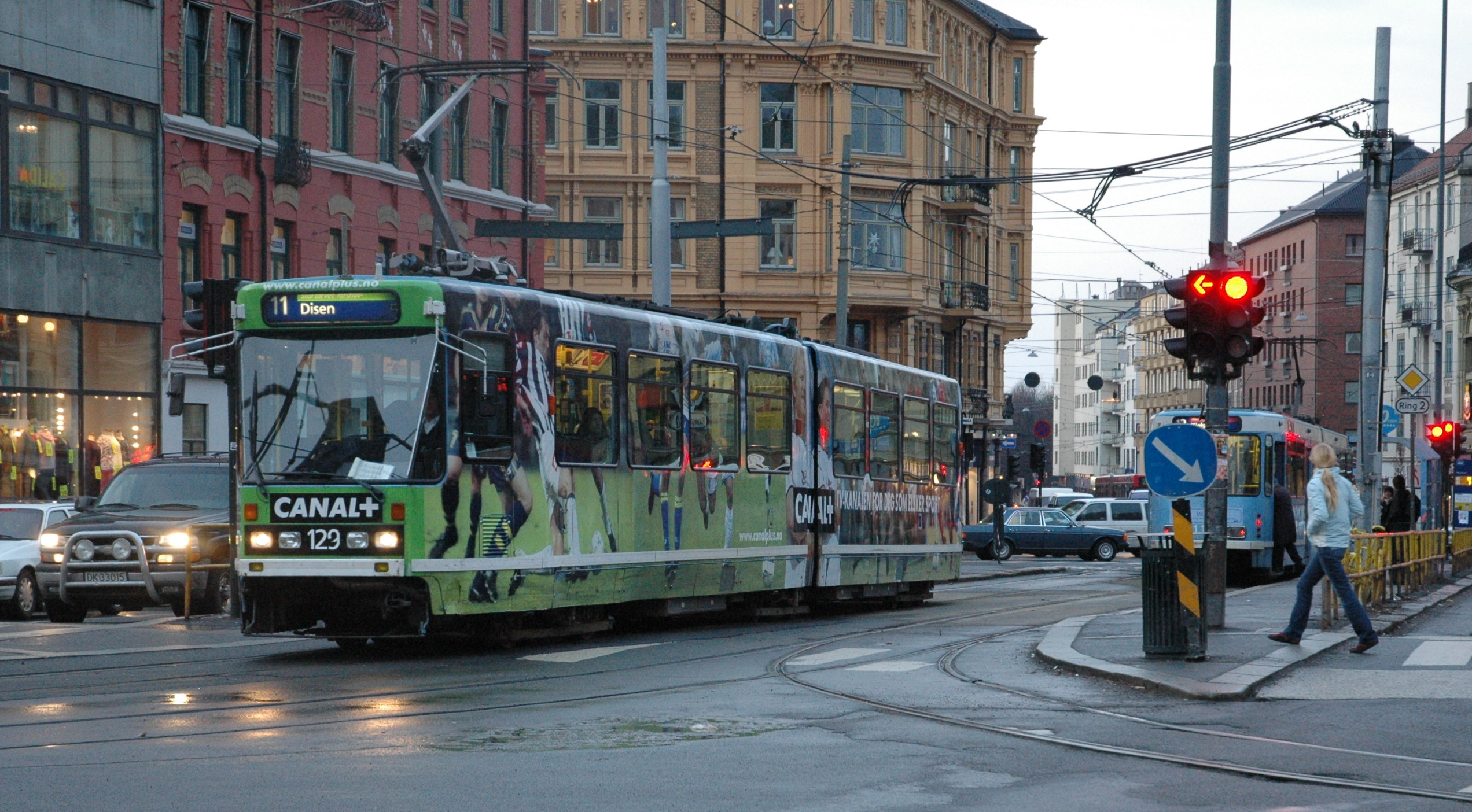
SL79 w barwach reklamowych na ulicach Oslo

SL79 stanowią większość taboru używanego w Oslo. Tramwaje te obsługują stolicę Norwegii wraz z nowszymi SL95 i SL18. SL79 najczęściej obsługują linie 11, 12 i 19, czasami również 13. Ze względu na brak pętli nie mogą obsługiwać linii 17 i 18. Tramwaje SL79 oprócz zakładowego błękitnego malowania, są nośnikami reklam całopojazdowych.
Poza Oslo tramwaje jeździły jeszcze w Chemnitz (7 września 1990–1 lutego 1991) oraz Sztokholmie (lato 1995 roku), gdzie były wypożyczone z Oslo.

## Konstrukcja

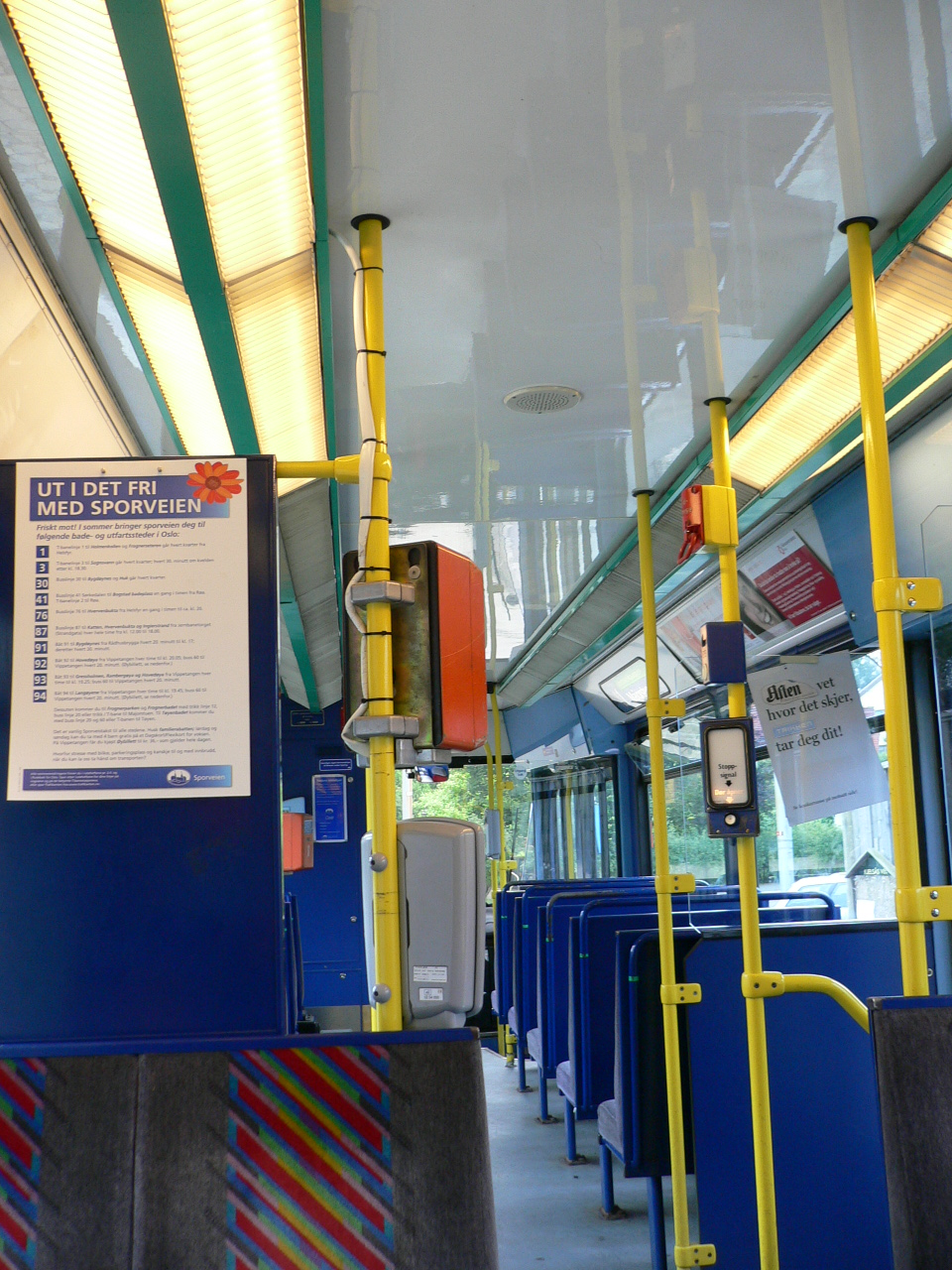
wnętrze

SL79 jest tramwajem przegubowym, zbudowanym wyłącznie dla sieci tramwajowej w Oslo w dwóch seriach o różnych specyfikacjach. Tramwaje zostały zaprojektowane przez Duewag, który również wbudował 10 wagonów w Düsseldorfie w Niemczech. Piętnaście kolejnych wagonów oraz piętnaście tramwajów w drugiej serii zostały zbudowane w zakładach Strømmens niedaleko Oslo. Silniki do pierwszej serii zostały wyprodukowane przez Duewag, podczas gdy druga seria zostały zbudowane przez Asea Brown Boveri w ich norweskiej filii NEBB. Tramwaje zostały zbudowane na stalowej ramie. Pudła mają 22180 mm długości i 2500 mm szerokości. Masa własna wynosi 32 800 kg.
Wagony mają 162 miejsca, w tym 71 siedzących. W drugiej serii zainstalowano siedzenia odporne na zniszczenia przez wandali, które okazały się jednak niewygodne i zostały zastąpione normalnymi. Podłoga znajduje się na wysokości 880 mm nad główką szyny. Tramwaje mają czworo drzwi po prawej stronie. Od 2007 roku wszystkie tramwaje mają wyświetlacze LED informujące o przebiegu trasy.
Tramwaje mają trzy wózki, każdy o dwóch osiach. Pierwszy i ostatni wózek jest napędowy, środkowy jest toczny w systemie Jakobsa. Wózki mają zawieszenie pneumatyczne. Koła mają średnicę 680 mm. Odległość między wózkami wynosi 7700 mm. Każdy z dwóch tyrystorowych silników typu NEBB 4ELO 2054 posiada moc 217 kW (291 KM), co daje pojazdowi moc 434 kW (582 KM) przy napięciu 750 V. Maksymalna prędkość wynosi 80 km/h. Przyspieszenie od 0 do 40 km/h jest ograniczone do 1,3 m/s2. Tramwaj posiada dwa rodzaje hamulców. Hamulce dynamiczne pozwalają na odzyskiwanie mocy i spowalniają wagon w tempie 1,3 m/s2. Drugi rodzaj to hamulce tarczowe, które w sytuacjach awaryjnych mogą wyhamować tramwaj w tempie 3,0 m/s2.
Od początku eksploatacji wszystkie tramwaje są pomalowane w kolorze jasnoniebieskim (oprócz wagonów z naklejonymi reklamami). Przed przystąpieniem do realizacji drugiej serii jeden tramwaj został przemalowany na kolor ciemnoczerwony, taki jak w autobusach i pociągach T1000, które kursują w metrze w Oslo. Ze względu na negatywne opinie tramwaj z powrotem przemalowano na kolor jasnoniebieski.